# Ayva tatlısı

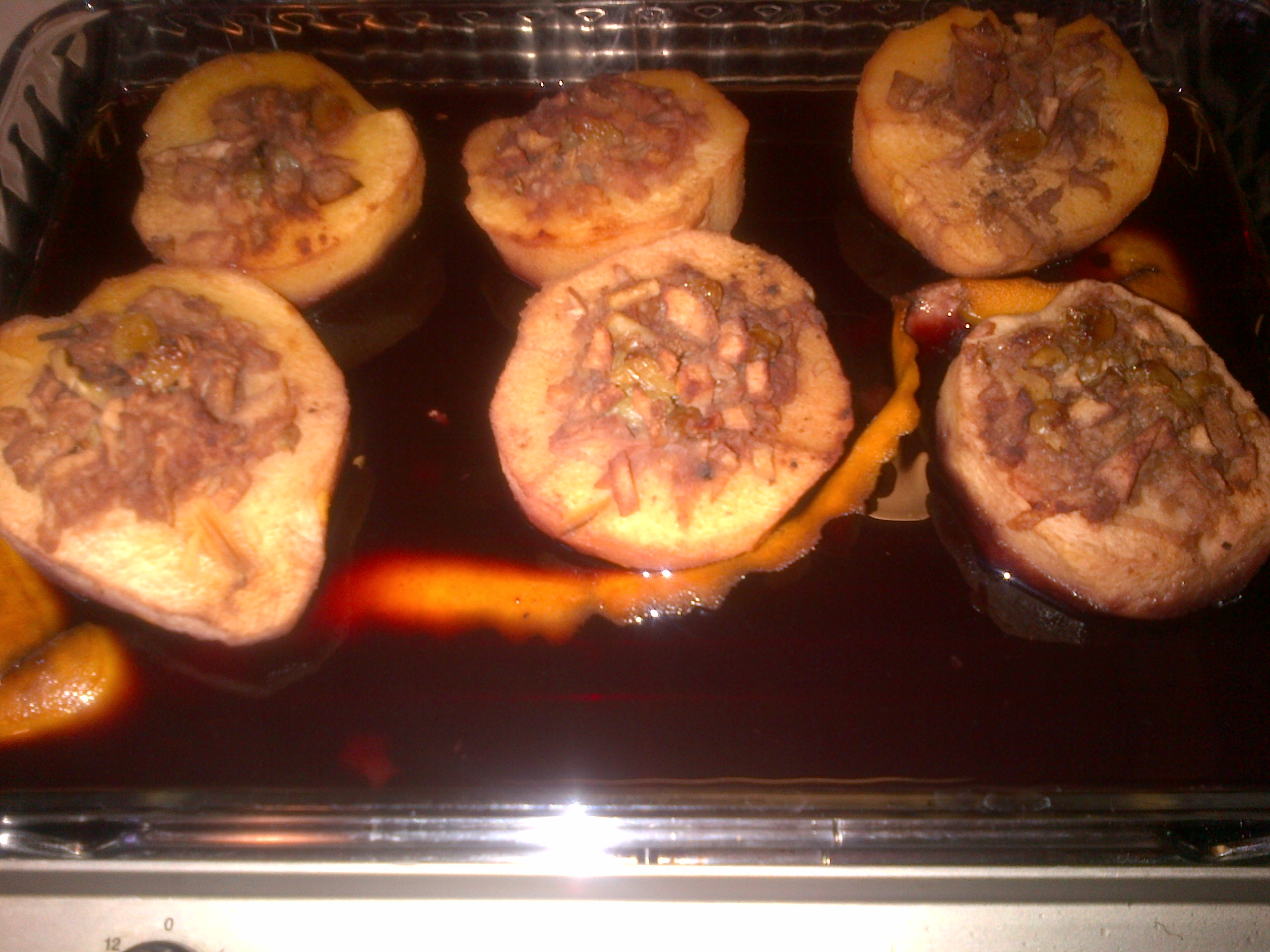
Una bandeja de "ayva tatlısı" recién saliendo del horno. Se ha utilizado vino tinto por el color y cáscaras de naranja por el aroma. Las porciones se van a servir con kaymak, ya que hay nueces dentro de los membrillos.

Ayva tatlısı es un postre tradicional de la cocina turca hecho a base de membrillos y azúcar.
Se prepara cociendo los membrillos pelados y troceados en dos, en agua. Se utiliza un vaso de azúcar común por kilo de membrillos. Para un buen resultado también se deben cocinar al horno. Se utiliza colorante natural o vino tinto para darle su color rojo característico y Clavos de olor por su aroma. Una vez cocinado, se sirve con kaymak y nueces encima.
Se hace ayva tatlısı en Turquía desde los tiempos clásicos del Imperio Otomano. No se debe confundir con el dulce de membrillo hecho a la turca.